# 이효상 (1966년)
이효상(李孝祥, 1966년 7월 9일, 경상북도 김천시 ~ )은 대한민국 제5·6대 울산광역시 중구의원이었다.

## 생애
1966년 경상북도 김천시에서 태어났다. 한국방송통신대학교 법학과를 졸업하였다. 정치 입문 전에는 현대자동차에서 근무하면서 노동조합 4대 대의원을 지냈다. 2006년 제4회 전국동시지방선거에서 민주노동당 후보로 울산광역시 중구의회의원 선거에 출마하였으나 낙선하였다. 2010년 제5회 전국동시지방선거에서 민주노동당 후보로 울산광역시의회 의원 선거에 출마하여 당선되었다. 2014년 제6회 전국동시지방선거에서 통합진보당 후보로 경상남도 창원시의회 의원 선거에 출마하여 당선 되었다. 이후 통합진보당 해산으로 무소속이다가 2017년 정의당에 입당하였다. 2018년 제7회 전국동시지방선거에서 정의당 후보로 울산광역시 중구의회 의원 선거에 출마하였으나 낙선하였다.

## 학력
- 한국방송통신대학교 법학과 학사 졸업

### 비학위 수료
- 울산대학교 정책대학원 사회복지학과 석사과정 5학기 재학

## 경력
- 울산 중구 주민회 공동대표
- 울산국립대학 중구유치 추진위원회 사무처장 역임
- 병영초등학교운영위원장
- 현대자동차노동조합 4대 대의원
- 중구 교육경비보조심의회 위원
- 중구 유통업상생발전협의회 위원
- 중구 지방재정심의위원회 위원
- 외솔 최현배선생기념관 운영위원
- 병영성을 가꾸는 사람들 자문위원
- 병영정월대보름 주민한마당 공동추진위원장
- 울산광역시 중구 2011 회계연도 결산 검사 대표 위원
- 2010.07 ~ 2014.06 제5대 울산광역시 중구의회 의원
- 2010.07 ~ 2012.07 제5대 울산광역시 중구의회 전반기 내무위원회 위원
- 2010.07 ~ 2012.07 제5대 울산광역시 중구의회 전반기 의회운영위원회 위원
- 2010.07 ~ 2012.07 제5대 울산광역시 중구의회 전반기 예산결산특별위원회 위원
- 2012.07 ~ 2014.06 제5대 울산광역시 중구의회 후반기 행정자치위원회 위원
- 2012.07 ~ 2014.06 제5대 울산광역시 중구의회 후반기 예산결산특별위원회 위원장
- 2013.04 ~ 2013.11 제5대 울산광역시 중구의회 울산혁신도시건설특별위원회 위원
- 2014.07 ~ 2018.06 제6대 울산광역시 중구의회 의원
- 2014.07 ~ 2016.07 제6대 울산광역시 중구의회 전반기 복지건설위원회 위원장
- 2014.07 ~ 2016.07 제6대 울산광역시 중구의회 전반기 복지건설위원회 예산결산특별위원회 위원
- 2016.07 ~ 2018.06 제6대 울산광역시 중구의회 후반기 복지건설위원회 위원
- 2016.07 ~ 2018.06 제6대 울산광역시 중구의회 후반기 예산결산특별위원회 위원
- 2016.05 ~ 2016.08 제6대 울산광역시 중구의회 울산혁신도시건설특별위원회 위원
- 2018.09 ~ 정의당 울산시당 위원장
- 2019.07 ~ 정의당 울산시당 중구 지역위원회 위원장

## 역대 선거 결과
|  | 36.84% |

|  | 40.45% |

|  | 37.18% |

|  | 19.97% |

## 참고 자료
- 이효상 - 페이스북